# Владикавказская канатная дорога
Владикавка́зская кана́тная доро́га — недействующая пассажирская подвесная канатная дорога маятникового типа в городе Владикавказ, Северная Осетия, Россия. Расположена в южной части города в местах массового отдыха горожан. Носила туристический характер и служила для доставки пассажиров от городской водной станции на вершину Лысой горы.

## Описание
Канатная дорога построена во второй половине 1970-х годов и открыта в 1980 году. В строительстве принимали участие проектный институт «Севосгипрогорсельстрой» совместно с институтом «Грузгипрошахт». Главный конструктор канатной дороги Вахтанг Маркович Лежава. Дорога работала только в летний сезон. Трасса канатной дороги пролегает над лесом и состоит из двух частей. Протяжённость дороги составляет 3 километра.

### Станции
- Водная станция — нижняя (главная) станция канатной дороги. Расположена на проспекте Коста в районе городской водной станции. В здании станции располагались билетная касса, ресторан «Балц» и зал игровых автоматов.
- Мотель — пересадочная станция канатной дороги. Расположена на Московском шоссе возле бывшего мотеля «Дарьял».
- Лысая гора — верхняя станция канатной дороги. Расположена на вершине Лысой горы. На станции имеется смотровая площадка, с которой открывается вид на город и на Большой Кавказский хребет.

### Подвижной состав
Подвижной состав канатной дороги состоит из четырёх закрытых вагончиков вместимостью 25 человек, производства Тбилисского авиационного завода — по два на каждый участок дороги. С момента закрытия дороги вагоны находятся в подвешенном состоянии возле станций.

### Оплата проезда
Для проезда по канатной дороге необходимо было приобрести билеты в кассе, которая находилась только на нижней станции. Пассажиры могли оплатить проезд от «Водной станции» до «Мотеля» (и обратно) и от «Водной станции» до «Лысой горы» (и обратно). Билеты предъявлялись сопровождающему непосредственно при посадке в вагон.

## Закрытие движения и современное состояние
Летом 1983 года по техническим причинам было прекращено движение между станциями «Мотель» и «Лысая гора».
В 1992 году эксплуатация канатной дороги полностью прекращена по экономическим причинам, а также в связи с геополитической ситуацией в регионе.
В настоящее время канатная дорога частично демонтирована, станции полуразрушены. Периодически в СМИ появлялась информация о возможном восстановлении дороги. В настоящее время демонтирована верхняя станция канатной дороги на Лысой горе. Это было сделано для строительства парка развлечений "Алания Парк".
Демонтированы тросы и убран вагончик с Водной станции.